# 內三院
內三院，設於清皇太極天聰三年。皇太極為鞏固君主地位、削弱議政王大臣之權，便仿明內閣制，設立內國史院、內弘文院及內秘書院，統稱內三院。內國史院掌記注詔會、編纂史書、撰擬表章。內秘書院掌撰外國往來文書及中央詔會、祭文。內弘文院掌歷代善惡記注，侍讀皇子、教導諸親王。是清代內閣之始。